# Alžbeta Kollárová
Alžbeta Kollárová (* 21. února 1956) byla československá politička ze Slovenska, maďarské národnosti, a bezpartijní poslankyně Sněmovny národů Federálního shromáždění za normalizace.

## Biografie
K roku 1986 se profesně uvádí jako dělnice. Ve volbách roku 1986 zasedla do slovenské části Sněmovny národů (volební obvod č. 91 – Želiezovce, Západoslovenský kraj). Ve Federálním shromáždění setrvala do ledna 1990, kdy ztratila mandát v rámci procesu kooptací do Federálního shromáždění po sametové revoluci.